# ニック・ストイフバーゲン
ニック・ストイフバーゲン（Nick Stuifbergen , 1980年9月6日 - ）は、オランダ北ブラバント州ブレダ出身のプロ野球選手（投手）。

## 経歴
2006年3月には、この年から開催される事となったワールド・ベースボール・クラシック(WBC)のオランダ代表に選出された。
2011年9月20日に、第39回IBAFワールドカップのオランダ代表に選出された事が発表された。この大会では、欧州勢としては、1938年大会のイギリス代表以来73年ぶりの優勝を果たした。この栄誉を称えて代表24人全員に「サー」の爵位が贈られ、ストイフバーゲンにも贈られた。

## 選手としての特徴
主にリリーフだが、先発でも活躍している。